# Caleb Gindl
Caleb Charles Gindl (né le 31 août 1988 à Pensacola, Floride, États-Unis) est un voltigeur des Ligues majeures de baseball sous contrat avec les Blue Jays de Toronto.

## Carrière
Caleb Gindl est un choix de cinquième ronde des Brewers de Milwaukee en 2007. 
Il fait ses débuts dans le baseball majeur avec les Brewers le 15 juin 2013. Ce frappeur gaucher qui lance également de la gauche obtient son premier coup sûr au plus haut niveau le 22 juin suivant aux dépens de Tim Hudson, lanceur des Braves d'Atlanta.
Après 65 matchs joués sur deux saisons à Milwaukee, il signe un contrat des ligues mineures avec les Blue Jays de Toronto le 16 décembre 2014.